# Prayssas
Prayssas är en kommun i departementet Lot-et-Garonne i regionen Nouvelle-Aquitaine i sydvästra Frankrike. Kommunen ligger i kantonen Prayssas som tillhör arrondissementet Agen. År 2022 hade Prayssas 995 invånare.

## Befolkningsutveckling
Antalet invånare i kommunen Prayssas
| Referens: INSEE |